# Дюшенн, Гийом
Гийо́м Бенжаме́н Арма́н Дюше́нн (фр. Guillaume-Benjamin-Amand Duchenne, известный также как Дюше́нн де Було́нь (Дюшенн Булонский, Duchenne de Boulogne; 17 сентября 1806 года, Булонь-сюр-Мер, Франция — 15 сентября 1875 года, Париж, Франция) — французский невролог и «отец электротерапии». Он продолжил исследования Гальвани и значительно продвинул электрофизиологию.

## Биография
Был сыном морского капитана. Получил образование в Дуэ, затем до 1831 года изучал медицину в Париже, после чего вернулся в родной город, чтобы заняться своей профессией. В 1842 году вернулся в Париж.
Основным научным интересом Дюшенна было медицинское приложение электричества: он пропускал ток через лицевые мышцы живых людей и покойников с целью исследований мышечных сокращений, поставив сотни опытов. Открыл, что эмоция радости выражается в совместном сокращении мышц zygomaticus major и orbicularis oculi.

## Память
В его честь названы несколько заболеваний. Одно из них — миодистрофия Дюшенна.